# Габай, Татьяна Васильевна
Татья́на Васи́льевна Габа́й (1939—2015) — российский психолог, доктор психологических наук, профессор кафедры психологии образования и педагогической психологии факультета психологии МГУ.

## Краткая биография
В 1964 году окончила философский факультет МГУ (отделение психологии) по специальности «Психолог. Преподаватель психологии». В 1972 году Габай защитила кандидатскую диссертацию по педагогической и возрастной психологии на тему «Особенности усвоения при реализации бихевиористических принципов программированного обучения». С 1976 года стала членом Общества психологов СССР.
В 2001 году Татьяна Васильевна защитила докторскую диссертацию по педагогической психологии, психологическим наукам на тему «Общая структура учебной деятельности».
Читала курс лекций «Педагогическая психология» на факультете психологии, а также лекции по психологии обучения на других факультетах; проводила спецкурсы «Структура учебной деятельности», с одноимённым спецпрактикумом «Деятельностный подход в педагогической психологии» в Московском университете.

## Направления научной деятельности
Продолжает основную линию научных исследований, которые ведутся на кафедре психологии образования и педагогики и педагогической психологии факультета психологии МГУ. Это развитие идей деятельностного подхода при анализе усвоения социального опыта у человека. Занимается исследованием фундаментальных проблем педагогической психологии, связанных с выявлением нормативного состава и структуры учебной деятельности.
Это позволило найти решение ряда проблем: конкретизации содержания педагогического принципа доступности, совершенствования лекционной формы обучения, предотвращения коммуникативных барьеров при изучении иностранных языков, выявления психолого-педагогических условий актуализации умений и др.; открываются широкие возможности для дальнейших исследований в педагогической психологии и педагогике.
Дополнительным продуктом явилась детализация модели структуры человеческой деятельности вообще. Выступив в качестве методологического средства для построения общей модели учебной деятельности, она имеет и самостоятельное значение в плане совершенствования психологической теории деятельности. Уточнение и обогащение понятийного аппарата этой теории способствует выявлению, более строгому формулированию и решению проблем при конкретно-психологических исследованиях.

## Область научных интересов
Структура человеческой деятельности; структура учебной деятельности. Начало научно-исследовательской работы связано с теоретико-экспериментальным изучением особенностей усвоения опыта при использовании принципов обучения, вытекающих из бихевиористской теории учения; было получено косвенное подтверждение продуктивности альтернативного, деятельностного подхода (канд. диссертация). Исследовала возможности деятельностной теории усвоения опыта при решении проблем оснащения учебного процесса техническими средствами. Сформулировала теоретико-методологические принципы создания и применения обучающей техники и разработала психолого-педагогические требования к характеристикам обучающей техники и режимам её использования. В последние годы исследует проблемы, связанные с выявлением нормативного состава и структуры человеческой деятельности вообще и учебной деятельности в частности. Разработанная общая модель структуры учебной деятельности позволила внести уточнения в концептуальный аппарат деятельностной теории усвоения социального опыта и открыла новые возможности при решении ряда теоретических и прикладных проблем психологии и педагогики.

## Награды
1. Почётная грамота (24 сент. 1982 г., зам. Министра высшего и среднего специального образования СССР Н. С. Егоров) — за активное участие в работе выше указанной Комиссии.
2. Премия Минвуза СССР — за участие в разработке автоматизированной обучающей системы (совместно с факультетом ВМК МГУ).
3. Поощрительный диплом Всесоюзного конкурса Общества «Знание» на лучшие произведения научно-популярной литературы (за брошюру «Пути и возможности автоматизации учебного процесса», М., «Знание», 1977 г. совм. с Н. Ф. Талызиной) — 1978 г.
4. Грант от Фонда Дж. Сороса (1994—1995 гг.).
5. Почётная грамота факультета психологии МГУ за достижение высоких показателей в труде и успешное выполнение социалистических обязательств и в связи с 225-летием Московского университета.
6. Благодарственные грамоты:

- от Правления организации общества «Знание» МГУ за активную лекционную пропаганду среди трудящихся г. Москвы — 1976 г.
- от Правления Московской городской организации общества «Знание» за активное участие в лекционной пропаганде знаний среди трудящихся г. Москвы — 1977 г.
- от Правления Ленинской районной организации Московской городской организации общества «Знание» РСФСР за активное участие в лекционной пропаганде среди трудящихся г. Москвы — 1982 г.

## Основные публикации
Учебные пособия Татьяны Габай используются в качестве рекомендуемой литературы во многих ВУЗах страны, в частности её книги можно найти в центральных городских библиотеках.
- «Пути и возможности автоматизации учебного процесса» (совм. с Н. Ф. Талызиной). М.: «Знание», 1977 (брошюра);
- «Учебная деятельность и её средства» М.: МГУ, 1988;
- «Педагогическая психология» М.: МГУ, 1995 (учебное пособие);
- «Педагогическая психология» М.: «Академия», 2003 (учебное пособие);
- «Педагогическая психология» М.: «Академия», 2005 (учебное пособие, 2-е изд., испр.);
- «Педагогическая психология» М.: «Академия», 2006 (учебное пособие, 3-е изд.).